# Max Frankenburger
Max Frankenburger (* 27. August 1860 in Uehlfeld, Mittelfranken; † 5. Januar 1943 im KZ Theresienstadt) war Mitbegründer der Victoria-Werke in Nürnberg und ein deutscher Kunsthistoriker mit dem Schwerpunkt Goldschmiedekunst.

## Familie
Max Frankenburger war der Sohn des Volksschullehrers Aron Frankenburger (1828–1884) und von Therese Frankenburger, geb. Schlossmann. Sein Bruder war der Jurist Heinrich Frankenburger (1856–1938). Max Frankenburger war verheiratet mit Maria Nanni Friederike, geb. Hirschhorn (* 16. September 1870 in Mannheim; † 16. Dezember 1942 im KZ Theresienstadt). Seine Tochter war die Malerin Hedwig Frankenburger (1890–1985), bekannt unter dem Namen Hedwig Branca-Kent, sein Sohn der Chemiker Walter Gustav Frankenburger (* 7. September 1893 in Nürnberg). Der Enkel Frankenburgers ist der Architekt Alexander von Branca (1919–2011).

## Leben und Wirken
Frankenburger ließ am 1. Juli 1887 zusammen mit Max Ottenstein (1860–1947) die Velocipedfabrik Frankenburger & Ottenstein ins Gewerberegister von Gleishammer bei Nürnberg eintragen. Die Firma entwickelte sich prächtig und wurde 1895 in die Victoria-Fahrradwerke vorm. Frankenburger & Ottenstein Aktiengesellschaft mit einem Kapital von 1,25 Millionen Mark umgewandelt. Frankenburger wechselte vom Vorstand in den Aufsichtsrat, verließ aber wenig später das Unternehmen und zog im Januar 1901 als Privatgelehrter von Nürnberg nach München (Tengstraße 24/III). Sein Forschungsschwerpunkt war die Geschichte der Goldschmiedekunst. 1918 erhielt er den Titel eines königlich bayerischen Hofrats.
Als Jude wurde er von den Nationalsozialisten verfolgt. Ab dem 20. September 1939 lebte er in der Isabellastraße 13/0, am 15. Januar 1942 zog er in das jüdische Altenheim, Mathildenstraße 9, und kam am 13. März 1942 in das Judenlager Milbertshofen (Knorrstraße 148). Am 24. Juni 1942 erfolgte die Deportation in das KZ Theresienstadt, wo Frankenburger nach Angaben der Todesfallanzeige an Altersschwäche verstarb.

## Veröffentlichungen (Auswahl)
- Beiträge zur Geschichte Wenzel Jamnitzers und seiner Familie. Auf Grund archivalischer Quellen. Heitz, Straßburg 1901 (Digitalisat)
- Die Alt-Münchner Goldschmiede und ihre Kunst. Bruckmann, München 1912.
- Die Landshuter Goldschmiede. In: Oberbayerisches Archiv für vaterländische Geschichte 59, 1915, S. 55–188 (auch separat Historischer Verein von Oberbayern, München 1915).
- Die Silberkammer der Münchener Residenz. Georg Müller, München 1923.
- Zur Geschichte des Schlosses Haimhausen. In: Oberbayerisches Archiv für vaterländische Geschichte 68, 1931, S. 25–54.